# Сицилийская кухня

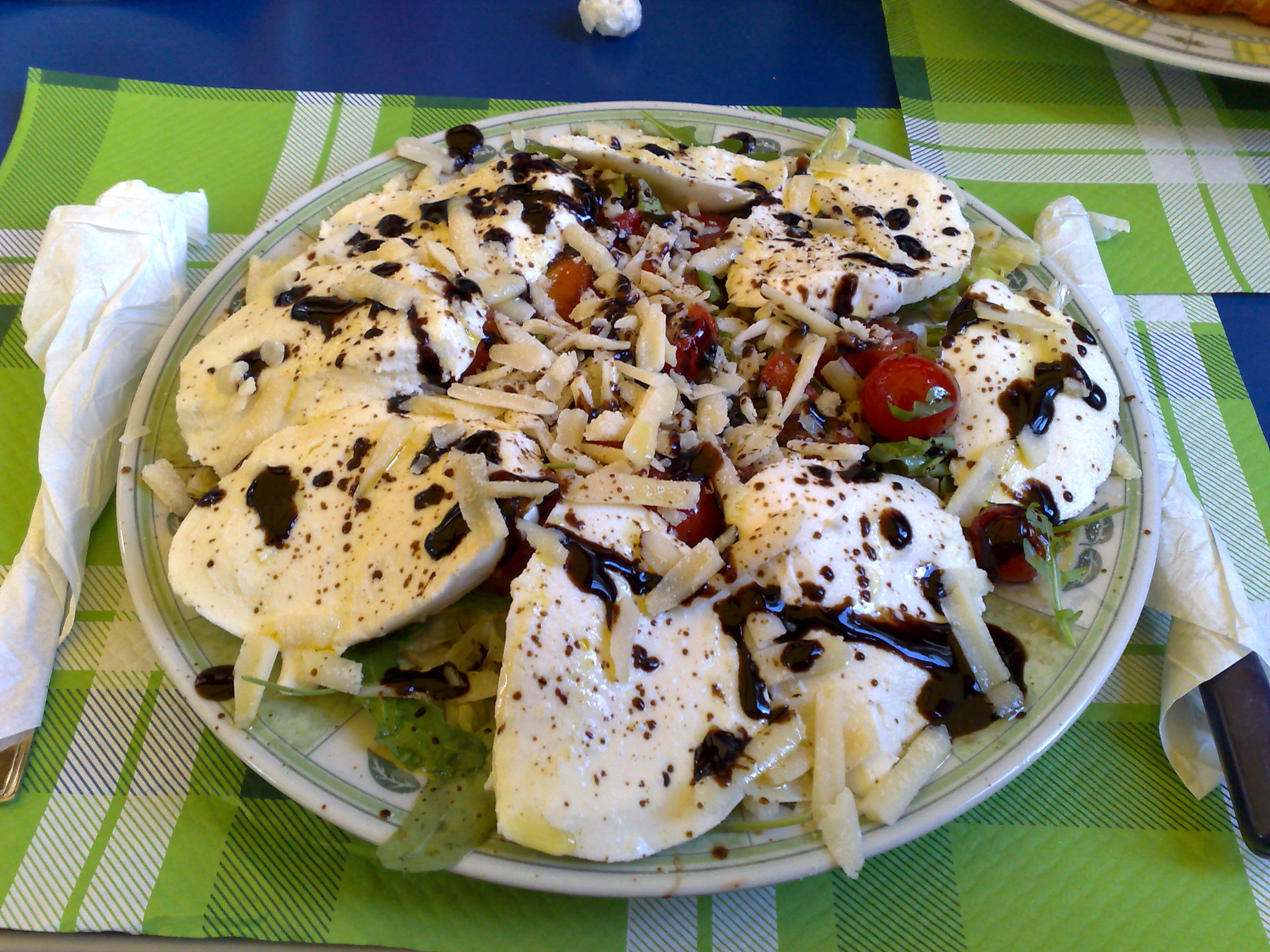
Вегетарианский сицилийский салат

Сицилийская кухня (итал. Cucina siciliana, сиц. Cucina siciliana) — национальная кухня Сицилии, впитавшая в себя следы всех культур, которые населяли остров в течение последних двух тысяч лет. Хотя она и считается лишь разновидностью итальянской кухни, всё же содержит заметное влияние испанских, греческих и арабских кулинарных традиций.

## Описание
Арабское господство на Сицилии привнесло в её кухню использование абрикосов, цитрусовых, дынь, риса, шафрана, изюма, мускатного ореха, гвоздики, сладкого перца, кедровых орехов и корицы. О влиянии норманнов и Гогенштауфенов напоминает большая любовь населения к мясным блюдам, таким как брусчиалони. Испанцы привезли на остров многочисленную экзотику из Нового Света, в том числе какао, кукурузу, индейку, помидоры и другие овощи. В Катании, на восточном побережье острова, где первоначально жили греческие колонисты, довольно обильно в приготовлении пищи используются бобы, оливки, свежие овощи и рыба. Среди овощей там особенно популярны баклажаны, перец и помидоры, а наиболее любимыми дарами моря у населения являются тунец, морской лещ, морской окунь, рыба-меч и кальмары. Влияние Северной Африки сказалось на западной провинции Трапани, где частенько готовят кус-кус.

## Традиционные блюда
Сицилия является родиной многих сортов сыров, наиболее известны из которых пекорино сицилиано и качиокавалло.
Наиболее известными сицилийскими блюдами являются аранчини (рисовые шарики с начинкой), Паста алла Норма (готовится преимущественно в Катании), капоната, пани ка меуза, суп макку и кус-кус аль песче. Как и во всей Италии, на Сицилии готовят и пиццу, которая носит название сицилийской.
Среди сладостей особенно популярны «марторанские фрукты», буччеллато, канноли, гранита, пиньоли, пиньолата и кассата.